# 즈베즈다 조선소
즈베즈다 조선소 단지(Zvezda Shipbuilding Complex, 러시아어: Судостроительный комплекс «Звезда»)는 러시아 극동 지역의 볼쇼이카멘 마을에서 러시아 최대 조선소를 운영하는 러시아 조선 회사이다. 러시아 석유 회사 로스네프트가 이끄는 투자자 컨소시엄이 2015년에 설립한 이 회사는 이후 유조선, LNG 운반선과 쇄빙선에 대한 많은 수주를 유치했다.

## 개요
구 즈베즈다 조선소 부지에 건설된 즈베즈다 조선단지의 주요 생산시설은 가로 485m, 세로 114m의 그레이빙독과 300m의 선체를 진수할 수 있는 4만톤의 부유식 수송 독이 있는 수평 슬립웨이이다. 두 생산 라인에는 1200톤 갠트리 크레인과 수많은 소형 크레인이 사용된다.

## 역사

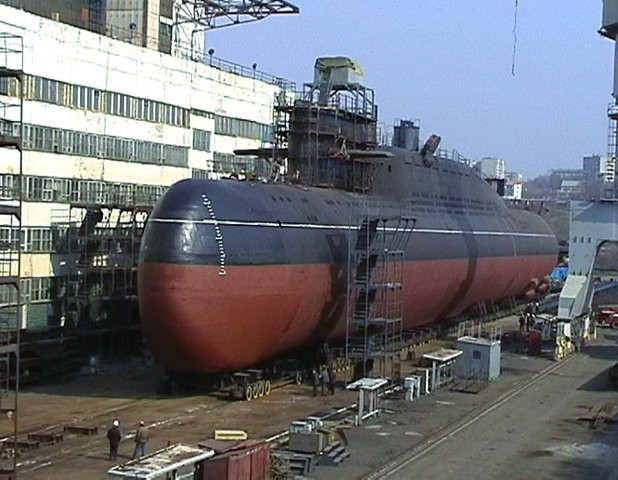
즈베즈다 조선소에서 수리중인 델타 III 핵잠수함 K-433

냉전이 끝날 때 즈베즈다 조선소는 ‘넌-루가 협력적 위협 감소 계획’에 따라 미국과 캐나다의 자금과 지원을 받아 소련 핵잠수함을 퇴역시키는 데 사용되었다.
해체 작업에 이어 더 큰 새 선박을 건조하기 위해 조선소를 확장하고 재개발할 계획이 있었다. 2009년에 가장 최근의 확장 시도에 대한 작업이 시작되었다. 러시아 정부는 지연을 비판하고 로스네프트와 가즈프롬을 포함한 제3자에게 프로젝트 통제권을 넘길 것이라고 위협했다. 장기적으로 러시아 조선산업이 다른 국가의 조선소와 경쟁할 수 있도록 하기 위한 광범위한 계획의 일환으로 조선소를 외국인 투자자에게 개방할 수 있다.
증설이 완료되면 조선소는 최대 360m, 25만DWT의 선박을 건조할 수 있게 된다.
2017년 현재 즈베즈다 조선소는 14척의 선박만을 주문했으며, 대부분 이 소유주 중 한 명인 로스네프트에서 발주했다.
2018년 중반 조선소의 발주량은 118척이며, 로스네프트로부터 26척의 선박을 발주했으며, 4척이 건조 중에 있다. 2018년 9월 아프라막스급 1호 유조선이 진수되었다.
대우조선해양은 2010년 7월 러시아 국영조선 통합조선공사(United Shipbuilding Corporation, USC)와 함께 합작으로 ‘즈베즈다-DSME’사를 설립했으며, 러시아 극동지역 블라디보스톡 인근에 위치한 즈베즈다-DSME 조선소는 현재 2012년 말까지 LNG선, 원유운반선, 해양플랜트 등을 건조할 수 있는 최신 조선소를 목표로 현대화 작업을 진행 중이다.
현대삼호중공업은 2017년 러시아 극동조선본부(FESRC)와 합작하여 ‘SSK 즈베즈다’를 설립했다. 각각 49%(현대삼호중공업), 51%(즈베즈다 조선) 비율로 출자해 설립한 선박 엔지니어링 합작회사다. 이곳에서는 트롤선, 쇄빙선, LNG선 등 건조와 잠수함 수리, 개조, 해체(핵잠수함 포함)등의 사업을 영위한다.
삼성중공업은 2019년 9월 6일 삼성중공업(49%)과 즈베즈다 조선소(51%)에서 지분 투자를 통해 합작회사인 ‘즈베즈다-SHI’를 설립했다. 2020년 8월 4일 삼성중공업은 ‘즈베즈다SHI’사의 지분(49%) 인수를 위한 행정절차를 완료했다.
2020년 9월, 러시아 회사 노바텍과 국영선사인 소보콤플로트 간의 합작투자로 기단반도에서 미래의 극지 LNG 2 프로젝트를 수행하기 위해 즈베즈다 조선소에 10척의 새로운 대형(174,000 cbm 용량) LNG 운반선을 주문했다.